# 阳澄湖半岛
阳澄湖半岛是位于阳澄湖东湖南侧的一小块半岛，周长约18KM，内侧包围着大约12平方公里的湖中湖。半岛上绿化面积95%以上，风景宜人，有半岛自行车公路，适合自行车爱好者短途练习。

## 景点
- 重元寺：坐落于半岛，香火旺盛。